# Infarct

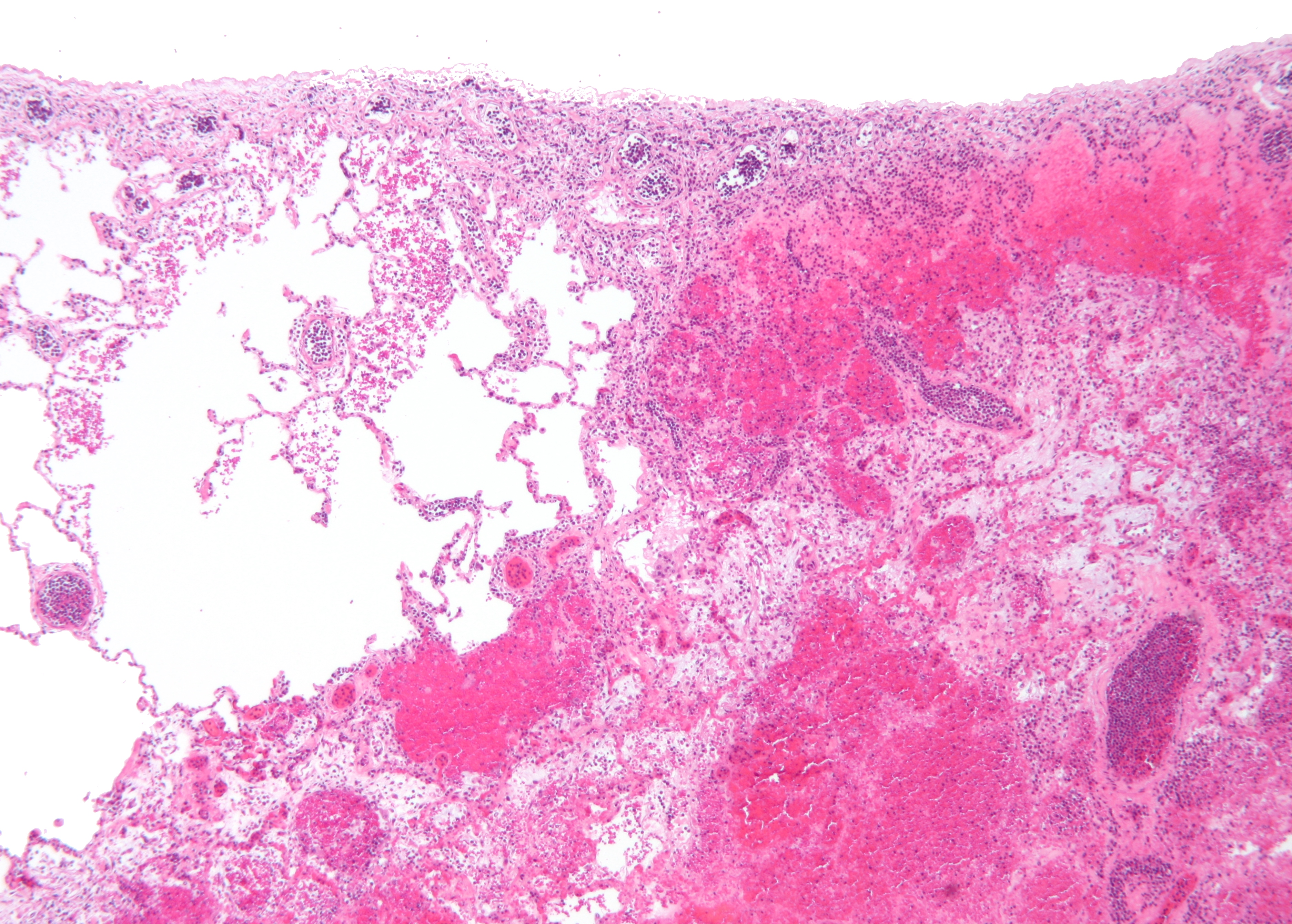
Micrografie a unui infarct pulmonar (dreapta) alături de un plămân sănătos (stânga)

Infarctul (lat. infarctus) reprezintă moartea brutală și masivă a celulelor țesutului (necroză ireversibilă a unei părți a unui organ) cauzată de lipsa locală a oxigenului, din cauza unei obstrucții a arterei țesutului. Procesul de formare a unui infarct se numește infarctizare, iar rezecția unui infarct se numește infarctectomie.
Cel mai cunoscut tip de infarct este infarctul miocardic, cunoscut și ca atac de cord, care reprezintă moartea parțială a țesutului cordului (inimii).
Alte tipurie de infarct sunt infarctul cerebral⁠(en)[traduceți], infarctul pulmonar, infarctul intestinal, infarctul placentar, infarct de splină⁠(en)[traduceți], infarct al membrului⁠(en)[traduceți] (braț sau picior), infarct al osului, al testiculului și al ochiului.